# Historia Manitoby
Historia Manitoby – dzieje prowincji Kanady.

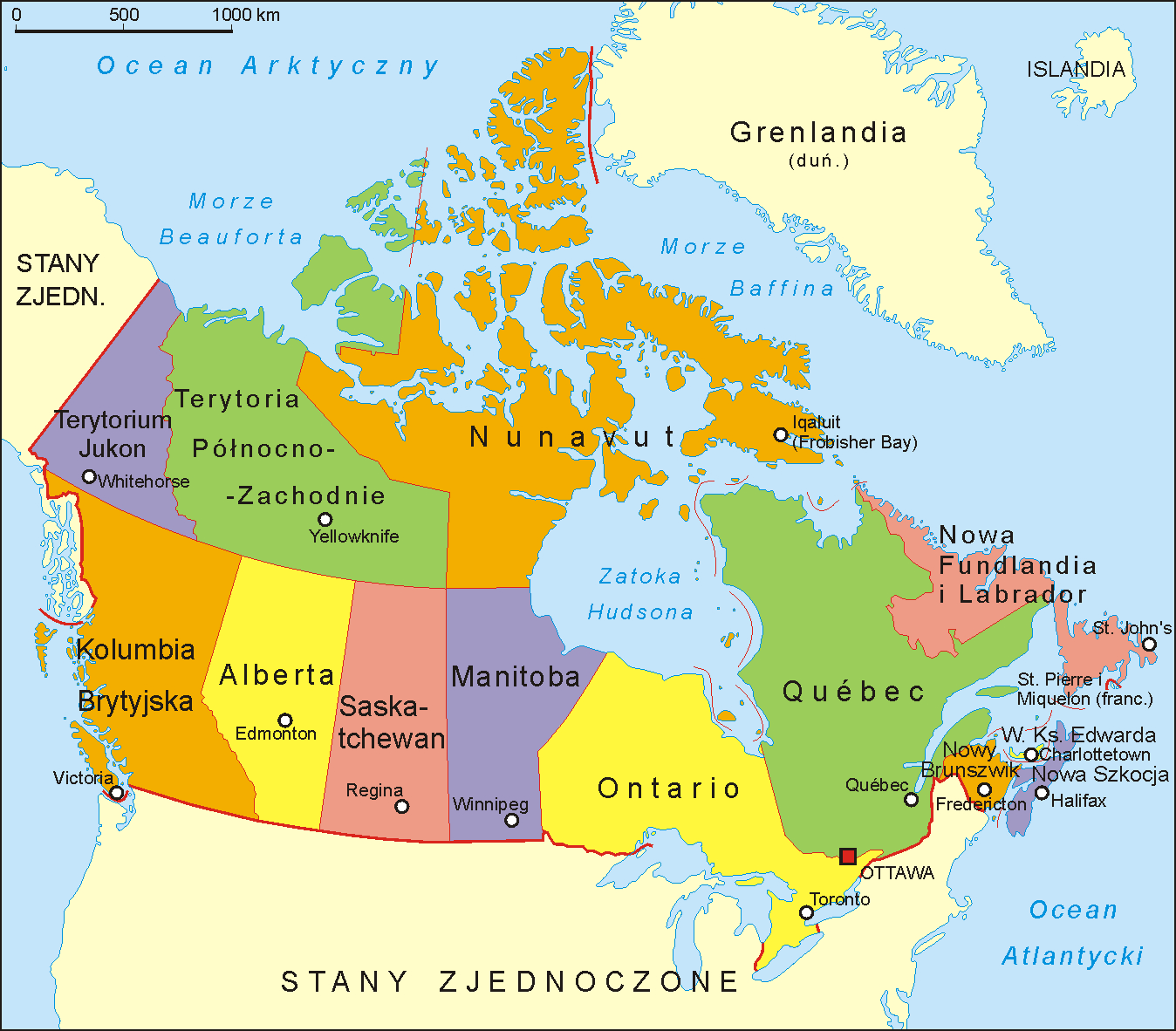

## Historia
Teren Manitoby od tysiącleci zamieszkany był przez liczne plemiona indiańskie. Pojawienie się Europejczyków po 1670 r., w związku z rozpoczęciem działalności Kompanii Zatoki Hudsona wciągnął Indian w system gospodarczy przez nią tworzony. Pierwsze osiedla powstały w tzw. Koncesja Selkirka w dolinie rzeki Red River. Z czasem z osiedleńców głównie pochodzących ze Szkocji i frankofonów z Quebecu powstała bardzo charakterystyczna, kresowa społeczność, w której najdynamiczniejszą grupą byli Metysi. Kultura ta łączyła w sobie pierwiastki szkockie, frankofońskie i indiańskie. Po 1867 r. wraz z włączeniem Manitoby, jako części Terytoriów Północno-Zachodnich, otworzono z części jej terenów nową prowincje. Było to skutkiem rebelii nad Red River. Obszar prowincji został powiększony potem dwukrotnie w 1881 i 1912, ostatecznie osiągając ostateczny rozmiar.

## Ludność rdzenna i pierwsze odkrycia

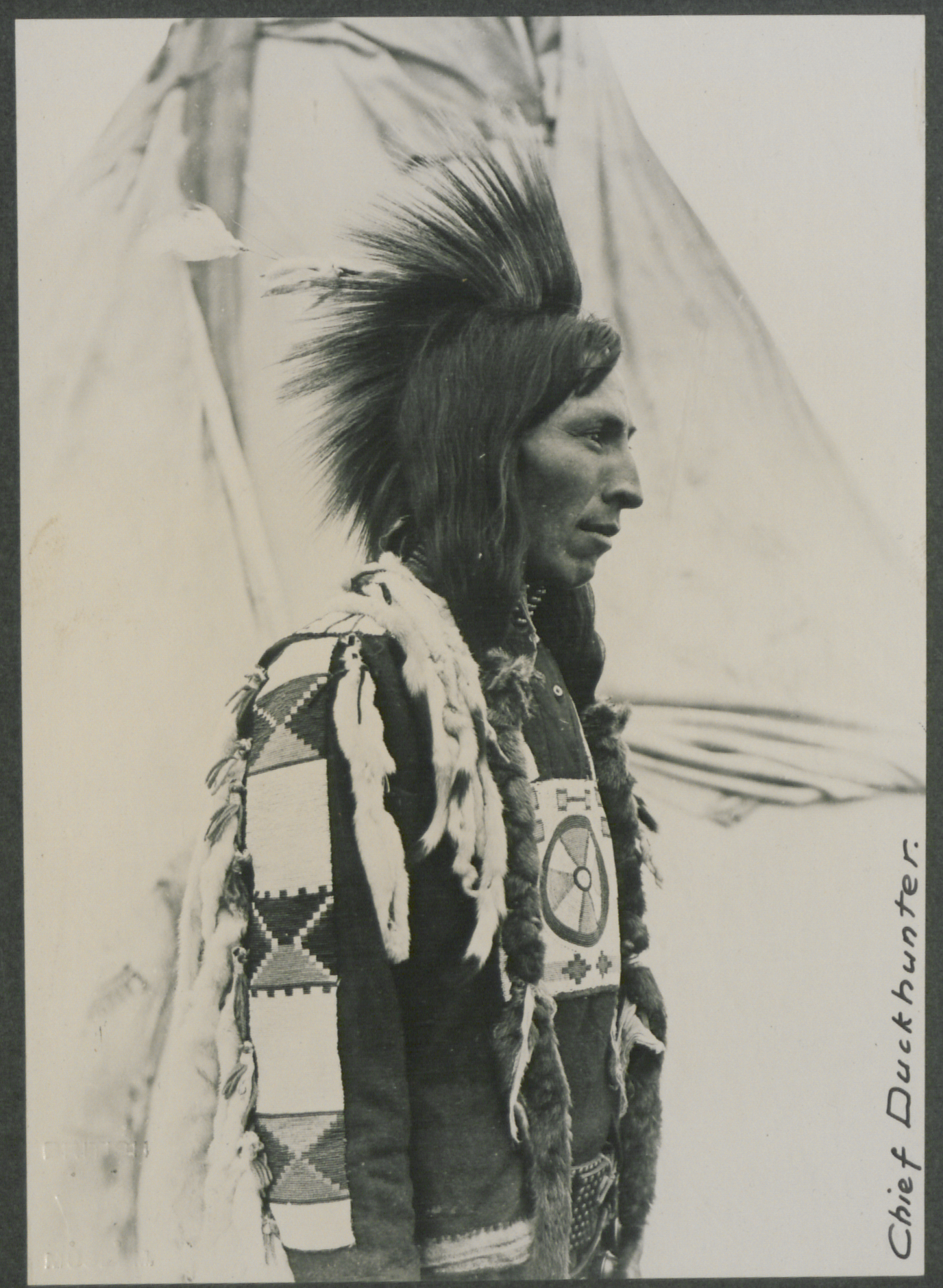
Wódz z plemienia Kri
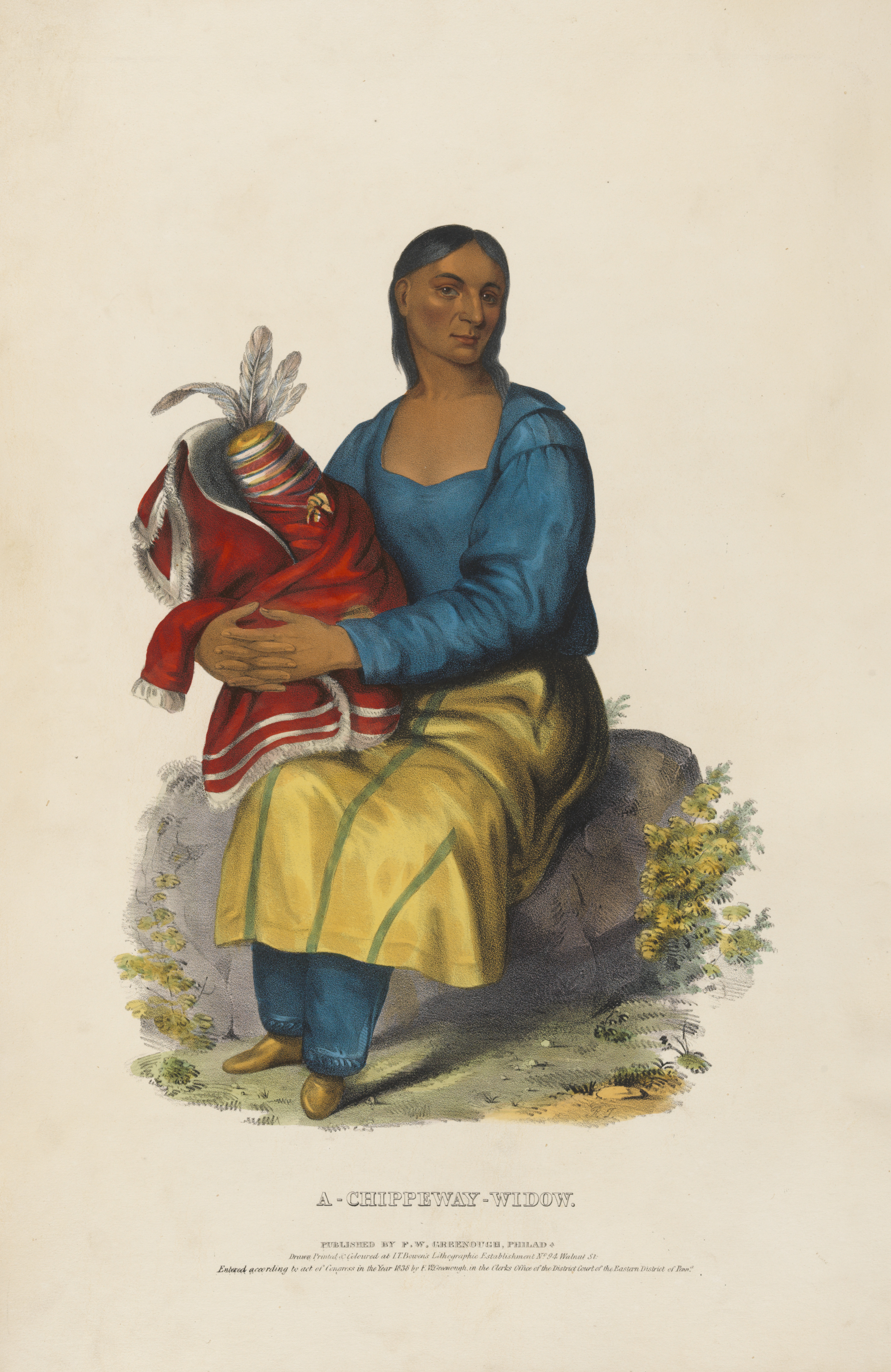
Wdowa z plemienia Odżibwejów
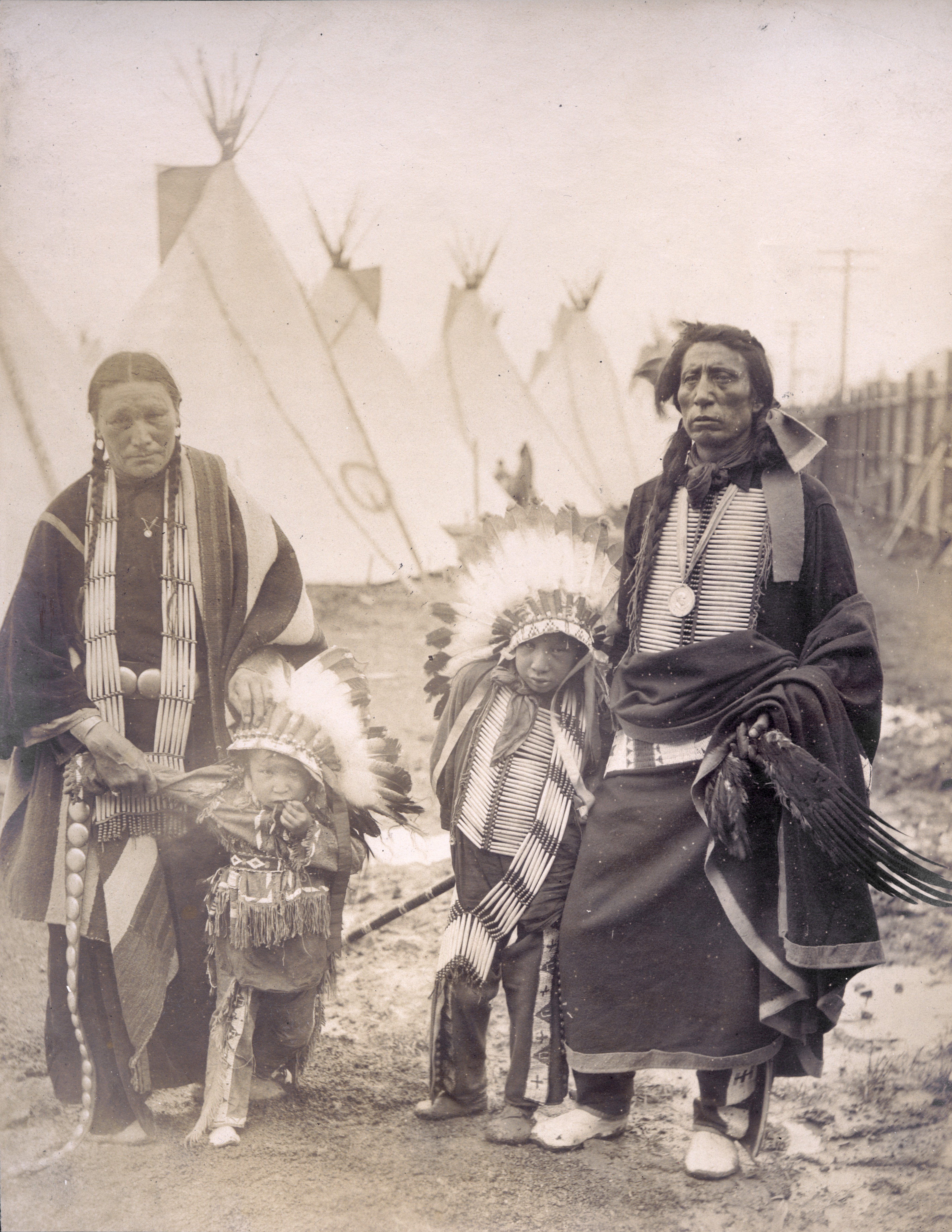
Rodzina Siuksów

Na terenie współczesnej Manitoby pięć grup Indiańskich, z których każda posiadała swój własny teren osiedlenia:
- Kri – w północnej części Manitoby
- Ojibwa – w południowo-wschodniej Manitobie
- Siuksowie – w południowo-zachodniej Manitobie
- Dene – w północno-zachodniej Manitobie
- Ojibwa-Kri w północno-wschodniej Manitobie

Wszystkie te plemiona Indiańskie weszły w kontakt z Europejczykami już we wczesnej fazie ekspansji kompanii handlowych i aktywnie włączyły się w handel z jej przedstawicielami.
Pierwszym Europejczykiem, który dojrzał północne wybrzeża Manitoby, nad Zatoka Hudsona w 1612 był kapitan Thomas Button, poszukujący Przejścia Północno-Zachodniego. Widziany z oddali brzeg w pierwszym momencie wydawał mu się wybrzeżem upragnionej Azji, drogi do której, bezskutecznie poszukiwano z taka wytrwałością wśród arktycznych cieśnin. Prawdziwa obecność Europejczyków rozpoczęła się wraz z utworzeniem Kompanii Zatoki Hudsona w 1670. Ta brytyjska spółka handlowa, otrzymała w dzierżawę tzw. Ziemię Ruperta, w której skład wchodziło całe terytorium współczesnej Manitoby. Jednym z pierwszych osad założonych na wybrzeżach Zatoki Hudsona było York Factory.

## Działalność kompanii handlowych i pierwsze trwałe osiedla

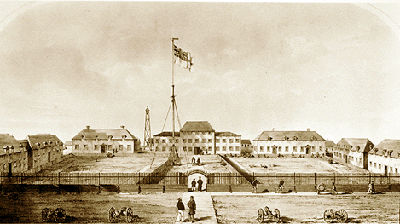
Siedziba Kompanii w Forcie York 1853

Począwszy od pierwszych lat XVIII w. agenci Kompanii rozpoczęli intensywna działalność handlową na terenie dzisiejszej Manitoby. Rejon ten bogaty w zwierzynę i korzystnie ulokowany w bliskości głównych punktów przeładunkowych i składów, był szczególnie atrakcyjny dla kompanii. Z drugiej strony, ze względu na dążenie do zachowania pełnego monopolu w handlu na tym obszarze Kompania Zatoki Hudsona nie dopuszczała do osiedlania się kolonistów w Manitobie. Akcja osiedleńcza rozpoczęła się dopiero w 1812 wraz z powstaniem tzw. Koncesji Selkirka. Objęła ona obszar ok. 300 000 kilometrów kwadratowych zajmujący części południowej Manitoby oraz północne rejony stanów Minnesota i Dakota Północna. Po pierwszym kilku ciężkich latach kolonie Selkirka zaczęły się dynamicznie rozwijać przyciągając spora grupę rolniczych osiedleńców ze Szkocji oraz Kanady, głównie Francuzów z Quebecu. Pionierzy i agenci Kompanii funkcjonowali w pełnej harmonii z rdzennymi mieszkańcami rejonu. W ciągu sześćdziesięciu lat od powstania koncesji do przejęcia terytoriów kompanii przez rząd Kanady w Manitobie rozwinęło się społeczeństwo posiadające specyficzna, kresowa kulturę, wywodzącą się z pierwiastków szkockich, francuskich i indiańskich. W szczególności silna gospodarczo i specyficzna kulturowa społeczność Metysów narzucała rytm życia kolonii.

## Powstanie prowincji Manitoby

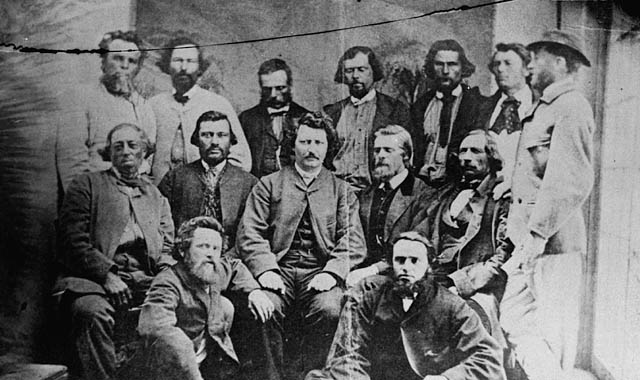
Tymczasowy Metyski Rząd Narodowy w 1870. Od lewej do prawej, dolny rząd:Robert O’Lone, Paul Proulx; środkowy:Pierre Poitras, John Bruce, Louis Riel, John O’Donoghue, François Dauphinais; tylny:Bonnet Tromage, Pierre de Lorme, Thomas Bunn, Xavier Page, Baptiste Beauchemin, Baptiste Tournond, Joseph (Thomas?) Spence

Rząd federalny przejmując tereny zarządzane dotychczas przez Kompanię Zatoki Hudsona, zamierzał utworzyć z nich jednolite, zarządzane przez mianowanych Komisarzy Terytoria Północno-Zachodnie. Niespodziewanie jednak w momencie obejmowania terenów zaistniały okoliczności, które zmusiły rząd do zmiany planów. Wydarzenia te, znane jako rebelia nad Red River, doprowadziły wydzielenia z terytoriów miniaturowej prowincji Manitoby na mocy Ustawy o Manitobie Manitoba Act z 1870 r. Nowa prowincja nazywa post stamp province – znaczkowa prowincja, ze względu na jej prostokątny kształt i niewielki obszar, obejmujący niewiele ponad 36 000 kilometrów kwadratowych z centrum w Fort Garry, dzisiejszy Winnipeg w dolinie rzeki Red River.

## Rozwój terytorialny i współczesna Manitoba

Centrum współczesnego Winnipeg

Intensyfikacja osiedlenia na terenach Manitoby nastąpiła po 1872 r., po uchwaleniu Ustawy o ziemiach państwowych. Do 1880 r. ludność dzisiejszej prowincji wzrosła do ok. stu tysięcy, by w 1891 osiągnąć blisko ćwierć miliona. Początkowo byli to anglojęzyczni przybysze w Ontario, lecz wkrótce nastąpił masowy napływ osiedleńców z Europy. W szczególności z Ukrainy. Do dziś społeczność ukraińska jest największa mniejszością etniczna prowincji. W Manitobie właściwej, która stanowi dynamicznie rozwijające się miasto Winnipeg i okolice zamieszkiwało 50 tysięcy osób. Granice prowincji rozszerzano dwukrotnie 1881 i 1912, kiedy to prowincja osiągnęła swój współczesny kształt.
W 1896 rozgorzał Manitobie konflikt, tzw. kryzys szkolny związany z istnieniem oddzielnego, finansowanego ze środków publicznych, katolickiego systemu szkolnictwa. Sposób w jaki partia konserwatystów próbowała go rozwiązać, kosztował ją utratę władzy na rzecz liberałów.
Współcześnie choć Manitoba jest ciągłe potentatem w produkcji rolnej, dominuje w niej życie miejskie. Winnipeg z ponad 650 tys. (2005) mieszkańców, należąc do największych miast Kanady, jest dynamicznym ośrodkiem przemysłowym, naukowym i kulturalnym Kanady.